# Angmarská válka
Staletí trvající války s Angmarem, známé kolektivně jako Angmarská válka (anglicky Angmar War), nebo také jako Arnorské války, se odehrály mezi severními královstvími Arnoru (zejména nejsilnějším Arthedainem) a silami Angmaru vedenými černokněžným králem a Pánem nazgûlů. Důsledky těchto válek vytrvaly až do Čtvrtého věku, a byly hlavním důvodem skrývání severních Hraničářů před světem, prázdnoty Eriadoru a jeho nebezpečí, které ohrožovali hobity Froda a Bilba Pytlíka na jejich cestách.

## Pozadí
Po tisíci letech míru, které následovaly po Válce Posledního Spojenectví, se zlo znovu začalo šířit Středozemí. Zatímco Gondor na jihu si udržel svoji sílu, severní Dúnadané byli po smrti Velekrále Eärendura v otevřeném sporu, který v roce 861 propukl v občanskou válku. Proti nároku nejstaršího syna Amlaitha na trůn se postavili jeho bratři, kteří si po hádkách rozdělili Arnor na své království - Cardolan a Rhudaur, zatímco Amlaithovi zůstal věrný region Arthedain na západě Arnoru. Arthedain ze všech tří království měl největší populaci Dúnadanů, po něm měl Cardolan na jihu, kde jen polovina obyvatelstva byla Dúnadanské krve (druhá polovina byli místní Střední lidé, lidé západně od Mlžných hor ke kterým patřili i např. Dunlenďané z Vrchovin Dunlandu v Enedwaithu a lidé Lossothu, regionem na severu od Arnoru), a poslední byl Rhudaur, kde pouhá menšina populace byla z Dúnadanů a kde drtivá většina populace se skládala z divokých lidí Rhudauru, kteří už od Druhého věku neměli v lásce Númenorský lid. Po několik století tato království bojovala proti sobě o svoje nároky a území, nejčastěji o Amon Sûl, věž v centru Arnoru kde se nacházel nejmocnější z Númenorských Palantírů. V jejich divizi a neustálém hašteření nakonec Sauron, který se ještě touto dobou schovával v Dol Gulduru v jižným Temném hvozdu, vycítil příležitost.

## První útoky Angmaru
Za vlády krále Malvegila z Arthedainu (rok 1300) byl Arthedain poslední království severních Dúnadanů, kde se udržela Isildurova vládnoucí linie, zatímco vládnoucí linie v Rhudauru a později i Cardolanu selhaly. V této době Pán nazgûlů odjel na sever do Angmaru v severním Eriadoru a stal se králem této země, s úmyslem oslabit moc Dúnadanů a eliminovat království Arnoru. Dosud nebylo známo, že Černokněžný král byl skutečně Pánem Prstenových přízraků. Reorganizoval místní zemi Angmar (která sahala od konce Mlžných hor v údolí Anduiny až po Lossothské pobřeží Forochelu na západě) na černokněžnou říši, rekrutoval temné Dúnadany, Černé Númenorejce, a jiné zlé lidi, a praktikoval černou magii, přes kterou stvořil mnoho padlých nestvůr, které pak bojovaly po jeho boku.

## Vypuknutí válek

### Sjednocení Arthedainu a Cardolanu a Pád Rhudauru
Argeleb I. z Arthedainu si nárokoval královský majestát celého Arnoru, jakožto poslední král z poslední vládnoucí linie Isildurových dědiců. V Cardolanu byl tento nárok uznán a s hrdostí se podrobil Arthedainu. Rhudaur však odporoval nároku Argeleba I. a místo toho se Rhudauru zmocnil Pán divokých lidí Rhudauru, který poté přísahal věrnost Angmaru. Proti jeho převratu odpor v Rhudauru nebyl, protože Rhudaurských Dúnadanů bylo jen velmi málo, a ti jím byli hned po převratu vyhnáni z Rhudauru Černokněžný král poté, co vybudoval armádu, v roce 1356 vytáhl ze svého hlavního města v Carn Dûmu a zaútočil na království Arthedain a Cardolan, ve spojenectví s Rhudaurem. Král Argeleb se pokusil opevnit Větrov a Amon Sûl, ale byl zabit v bitvě s Rhudaurem a Angmarem v roce 1356. Jeho synovi , Arvelegovi I., přispěchali na pomoc lidé z Cardolanu a Lossothu a Arveleg tak dokázal zahnat nepřítele zpět za Větrov. Poté síly Arthedainu a Cardolanu v průběhu let opevnily hranici podél Větrova, Východní cesty a dolního Hoarwellu. Během tohoto období Černokněžný král oblehl Roklinku, ale nedokázal ji dobýt. Tento útok byl odražen, ale v roce 1409 Angmar anektoval Rhudaur a zotročil zbývající divoké lidi, než znovu vytáhl proti severním Dúnadanům.

### Pád Cardolanu
V roce 1409 znovu zahájil Černokněžný král masivní útok na Arnor, přičemž kroužil kolem Dúnadanské obrany, aby napadl Cardolan z jihu. Vojska Angmaru způsobila obrovskou škodu Cardolanu a pochodovala na sever k Amon Sûl. Velká strážní věž byla dobyta a zničena, i když její palantír byl zachráněn a přesunut do Fornostu. V této válce zahynuli Arveleg i jeden z posledních princů Cardolanu. Osud Zbývajících Dúnadanů z Rhudauru byl neznámý, zatímco ti z Cardolanu, společně s přeživšími Středními lidmi, se drželi pouze v Tyrn Gorthadu, podél řeky Gwathló,  ve Starém lese a jižním pobřeží Cardolanu. Fornost byl mezitím sužován armádami Angmaru, ale lord Círdan přivedl posily z Lindonu, což umožnilo mladému králi Araphorovi odrazit jeho nepřátele z Arthedainu. Arnor byl značně oslaben, ale Černokněžný král nebyl schopen využít svou výhodu, protože v tento moment elfové z Lindonu soustředili svou zbývající sílu na Angmar. Elrond přesvědčil krále Amrotha z Lothlórienu, aby poslal vojsko Galadhrimů přes Vysoký průsmyk do Roklinky. Spolu se svými příbuznými z Lindonu zasadili Angmaru takovou ránu, že byl po staletí pokořen.

### Morová Epidemie
Arnor však nebyl schopen obnovit svou dřívější sílu. Velká část jeho území již byla opuštěná, což přimělo Argeleba II., aby udělil území Kraje Hobitům v roce 1601. V sedmnáctém století přišel z východu Velký mor, který zpustošil Rhovanion a Gondor. Zatímco Arthedain byl relativně nedotčen, Cardolan velmi trpěl a zbývající Dúnadani v Cardolanu zahynuli nebo se přesídlili k hranicím Enedwaithu, nebo emigrovali do Gondoru. Hobiti z Kraje také zaznamenali velké ztráty, ale jejich počet se časem obnovil. Po moru sestoupili zlí duchové z Angmaru a Rhudauru a oživili mrtvoly Dúnadanů z Mohylových kopců. To způsobilo, že centrální Cardolan se nemohl osídlit, jelikož tito duchové napadali Arthedainské osadníky a buď je  usmrtily nebo vyhnaly z oblasti. Severní království nicméně na nějakou dobu mělo mír, ale v devatenáctém století Angmar obnovil své útoky. Král Araval s Elfy z Lindonu a lidmi Lossothu vyhráli bitvu v Cardolanu roce 1851, ale i přesto nebyli schopni jej znovu osídlit, ve stejném roce byly Gondorské východní hranice poprvé napadeny Konfederací Vozatajů.

### Poslední roky Arthedainu
S podezřením, že tyto útoky by mohl někdo koordinovat, království Arthedainu a Gondoru konečně ukončila léta oddělení. V roce. 1940, Arvedui, dědic království Arnoru, se oženil s Fíriel, dcerou krále Ondohera z Gondoru. Krátce na to ale byl Ondoher zabit v bitvě s Vozataji a Arvedui, v zoufalém pokusu o zachránění Arnoru před Angmarem, vsadil svůj nárok na trůn Gondoru, na základě svého původu z Elendilovi Velekrálovské linie a své manželky, která byla dcerou Gondorské královské linie, aby mohl využít síly Gondoru ke konečnému zničení Angmaru. Gondorská vládnoucí rada však nebyla pro znovusjednocení a pro nástup cizího krále na jejich trůn, a proto zvolili generála Eärnila, který předtím porazil vojska Vozatajů, za svého krále. Eärnil nicméně udržoval dobré vztahy s Arnorem a slíbil jim pomoc proti pokračujícím útokům Angmaru. 

### Pád Arthedainu
V roce 1974 Černokněžný král shromáždil své síly a zahájil poslední útok na Arthedain. Černokněžný král zaútočil během drsného zimního počasí a dobyl Fornost. Zbytky Arnorských sil uprchly na západ přes řeku Lunu, ale Arvedui se na krátkou dobu držel v Severních kopcích, severně od Hůrky. On a několik přeživších společníků byli nakonec nuceni uprchnout do opuštěných dolů na severu Ered Luin (Modrých hor). Když jim docházelo jídlo, lidé na severu je přijali mezi sebe a schovali je v Lossothu na pobřeží Forochelu. Círdan, který obdržel zprávu o králově místě pobytu, vyslal roku 1975 loď do Forochelského zálivu, aby ho zachránila. Navzdory proseb knížete Lossothů, Arvedui nastoupil na loď, kterou té noci zničila bouře ze severu. Arvedui se utopil a s ním byli ztraceny palantíry z Fornostu a Amon Sûl.

### Porážka Angmaru
Černokněžný král nyní usedl na trůn v královském paláci ve Fornostu, ale netrvalo dlouho a Eärnur dorazil s velkou radostí a úžasem mezi elfy a lidi. Bylo tam tolik lodí, že flotila zaplnila Forlond, Harlond a Šedé přístavy, což ohromilo lid severu, i když to byla jen malá část Gondorské síly. Jakmile Círdan povolal elfy z Lindonu a to, co zbylo z armád Arnoru, spojenecké vojsko pochodovalo přes Lunu, aby eliminovalo okupanty Fornostu. Černokněžný král, sebevědomý a hrdý na svá nedávná vítězství, se nepřipravoval na obléhání, ale rovnou vyslal svou armádu, aby čelila vojsku spojenců. Armáda sestoupila z kopců Evendimu a srazilo vojsko Angmaru na pláních mezi jezerem Nenuial a Fornostem. Spojenci měli v bojích navrch a síly Angmaru začaly ustupovat zpět do Fornostu. Najednou se ale ze severu objevila hlavní část kavalérie, která projela kolem Kopců a objela nepřítele. narazili do oddílů Angmaru a rozprášili je ve velkém útoku. Černokněžný král shromáždil, co mohl, a pokusil se odvést zbytky svých sil zpět do Carn Dûm, ale byl dostižen gondorskou kavalérií vedenou princem Eärnurem. Ve stejnou dobu se z Roklinky objevila síla elfů vedená Glorfindelem a zbytky Angmarské armády byly zcela zničeny. Ke konci bitvy se Černokněžný král pokusil zabít Eärnura, ale uprchl, když se objevil Glorfindel. Síla Angmaru byl kompletně rozdrcena, a země Angmar nebyla schopna boje do konce Třetího věku.

## Důsledky
Zkáza způsobená válkou zanechala Eriador značně vylidněný a Severní království v troskách. Arveduiův syn Aranarth se rozhodl odmítnout korunu, a místo toho přijal titul náčelníka Dúnadanů pro svůj lid, Dúnadanů z Arnoru, kterých už bylo málo a přiklonili se k tajnému, kočovnému způsobu života, aby se ochránili před případným návratem Angmaru. Hobiti z Kraje přežili, i když se přes ně přehnala válka a většina z nich utekla do úkrytů. Poté v míru, který následoval, si Krajané vládli sami a prosperovali. Na místo krále si vybrali Vladyku a byli spokojeni; ačkoli po dlouhou dobu mnozí stále očekávali návrat krále. Fornost nebyl po válce znovu osídlen a zůstal osamělou ruinou, které se lidé z Hůrky báli a nazývali ji Hráz mrtvých mužů. Až o tisíc let později po válce o Prsten byl Arnor a jeho velká města, Annúminas a Fornost Erain, obnoveny za krále Aragorna II. Elessara. Později ve Třetím věku Gandalf věřil, že Sauron si přeje znovu získat spojence v  Angmaru a vliv nad severními průsmyky, ale nebyl to schopen kvůli celkově slabosti země Angmaru a trpaslíkům z Železných hor a lidem z Dolu. Bez nich (podle Gandalfa) by byla v Eriadoru znovu válka.